# Aeroportul Huallaga
Aeroportul Huallaga (IATA: BLP, ICAO: SPBL) este un aeroport din Departamento de Ucayali⁠(d), Peru ce deservește zona Bolognesi⁠(d).
Situat la o altitudine de 192,024 m, aeroportul dispune de o singură pistă.